# Terellia setifera
Terellia setifera är en tvåvingeart som beskrevs av Friedrich Georg Hendel 1927. Terellia setifera ingår i släktet Terellia och familjen borrflugor. Inga underarter finns listade i Catalogue of Life.